# Медвянець півострівний
Медвя́нець півострівний (Melidectes foersteri) — вид горобцеподібних птахів родини медолюбових (Meliphagidae). Ендемік Папуа Нової Гвінеї.

## Поширення і екологія
Півострівні медвянці мешкають в горах Фіністерре і Сарувагед на півострові Гуон, що на північному сході Нової Гвінеї. Вони живуть у вологих гірських тропічних лісах. Зустрічаються на висоті від 1600 до 3700 м над рівнем моря.